# Cruiser Mk IV
Il Tank, Cruiser, Mk IV (A13 Mk II) era un carro armato incrociatore inglese della seconda guerra mondiale. Derivava direttamente dal Tank, Cruiser, Mk III (A13 Mk I). I primi Mk IV non erano altro che dei Mk III con corazzatura aggiuntiva a protezione della torretta. Sugli ultimi Mk IVA tutta la corazzatura di torretta e scafo era incrementata. Il carro venne usato in Francia nel 1940 e nelle prime fasi della campagna del Nordafrica, prima di essere dismesso.

## Storia
Gli inglesi si interessarono ai carri veloci dopo aver osservato il carro armato leggero BT sovietico durante le manovre dell'Armata Rossa del 1936. Il BT era basato sul rivoluzionario progetto dell'americano J. Walter Christie, così una squadra della Morris Motor Company fu inviata negli Stati Uniti d'America per acquistare un carro Christie ed i relativi diritti di produzione su licenza. Il carro acquistato era denominato A13E1 e fu consegnato verso la fine del 1936. Tuttavia, lo scafo era troppo piccolo e questo spinse gli inglesi a realizzare in proprio un secondo prototipo.
Questo A13E2 era progettato per ospitare la torretta Vickers del Tank, Cruiser, Mk I (A9), armata con un cannone Ordnance QF 2 lb calibro 40 mm e mitragliatrice Vickers coassiale calibro .303 British raffreddata ad acqua. Il treno di rotolamento era rivisto, con le ruote portanti non più motrici come sui Christie originali (con la conseguenza che il carro non era più mobile senza cingoli). Il prototipo montava inoltre cingoli migliorati, con ruota motrice dentata posteriore; alle prove questo treno di rotolamento consentì al carro di raggiungere una velocità massima di 64 km/h, in seguito limitata a 48. La corazzatura basica era di 15 mm, in linea con gli altri carri leggeri ante-guerra.

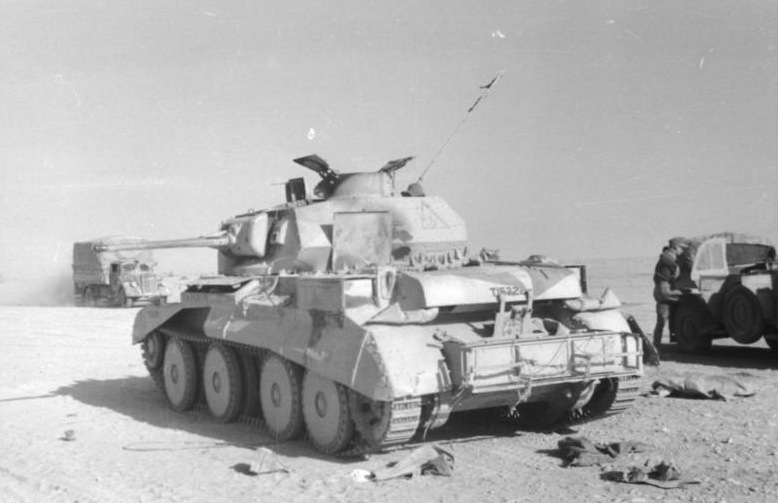
Un Mk IV distrutto in Nordafrica

Il prototipo A13E3 fu quello usato come modello di prova ufficiale. Questo portò al modello di serie, il A13 Mk I, Cruiser Tank Mk III, che entrò in produzione nel 1939 negli stabilimenti Nuffield Mechanization & Aero Limited, una sussidiaria della Morris. Furono ordinati 65 carri; solo 30 erano stati completati quando il War Office decise di realizzare un nuovo modello con corazzatura più spessa. Venne alla luce così il A13 Mk II, Cruiser Tank Mk IV, con una corazzatura massima di 30 mm e piastre inclinate aggiunte sui lati ed il retro della torretta originale, che diedero al carro il caratteristico aspetto moderno. Alcuni Mk III furono ricostruiti e portati allo standard Mk IV direttamente in fabbrica.
Dopo l'immissione in servizio, la Vickers .303 diede costanti problemi e il British Army decise così di rimpiazzarla con la BSA Besa pari calibro. A partire dai primi anni 1940 tutti i carri britannici furono modificati per ricevere questa nuova arma. Questa modifica portò alla versione più prodotta, la A13 Mk IIA, Cruiser Tank Mk IVA. Alcuni esemplari di questo modello furono inviati in Francia con la BEF, insieme con la maggior parte dei primi A13 fino ad allora prodotti.
La produzione coinvolse anche la English Electric, la Leyland e la LMS Railway. Il numero di Mk IVA prodotti non è conosciuto e varia a seconda delle fonti. Tra Mk III e Mk IV erano stati realizzati 665 carri quando la produzione terminò nel 1941.
In Francia gli A13 non si comportarono bene. Ciò era dovuto soprattutto allo scarso addestramento degli equipaggi, a causa della precipitosa introduzione in servizio. Molti dei carri sbarcati erano in condizioni precarie, alcuni approntati talmente in fretta da essere ancora privi di alcuni vitali apparati. Si comportarono invece meglio sul terreno desertico del Nordafrica, affrontandone le condizioni ambientali meglio di altri modelli. Il carro era veloce ed il suo cannone da 2 libbre era un'ottima arma contro i carri italiani e tedeschi di quel periodo. Rimase in lizza come carro da battaglia fino al tardo 1941, quando arrivarono in teatro le nuove versioni di Panzer III e Panzer IV, dotati di corazzature più resistenti e cannoni più potenti. Infatti la maggior parte delle perdite tra i carri inglesi in Nordafrica era da attribuire ai cannoni controcarro e non ai carri tedeschi, come comunemente ritenuto.
Il successivo A13 Mk III Cruiser Tank Mk V, chiamato Covenanter, si distaccava radicalmente dal progetto originale A13 ed era un carro totalmente nuovo. Sia lo scafo che la torretta erano ridisegnati; nuovo anche il motore, un Meadows a 12 cilindri contrapposti, con radiatore montato frontalmente. Prodotto in grandi quantità, non risultò impiegabile sul campo e fu relegato a compiti di addestramento. Il A13 Mk IIA fu quindi sostituito sul campo dall'A15 Crusader, simile al Covenanter ma motorizzato con il motore originale A13.

## Varianti
- Mk IV: modello originale
- Mk IVA: mitragliatrice Vickers calibro .303 British sostituita con Besa pari calibro. Nuovo mantelletto del cannone.
- Mk IVCS: carro da "Close Support", supporto ravvicinato alla fanteria. Mai prodotto. I reggimenti equipaggiati con carri A13 utilizzarono il A9 CS.

## Impiego operativo
I Cruiser Mk IV e Mk IVA furono usati in piccolo numero (40?) in Francia nel 1940 con la 1st Armoured Division della British Expeditionary Force. Molti furono abbandonati a Calais ed i pochi entrati in azione furono distrutti dalle forze corazzate tedesche nettamente superiori. Dall'ottobre 1940 il Mk IVA furono inviati in Nordafrica, dove furono impiegati a fianco dei più vecchi A9 Mk I e A10 Mk II. Gli A13 non furono mai disponibili in numero sufficiente, cosicché una tipica brigata corazzata disponeva di un mix di lenti A9 e A10 e più veloci A13 e Vickers Mk VI. Questo comportava notevoli problemi tattici e logistici. Tuttavia l'A13 era popolare tra gli equipaggi ed il suo unico vero inconveniente era la mancanza di un proiettile HE per il cannone da 2 libbre. Come tutti i carri britannici del periodo, esso era vulnerabile ai cannoni controcarro, che non aveva modo di contrastare eccetto che a breve raggio con la mitragliatrice. L'A13 era generalmente affidabile ed il cannone QF 2 lb era adeguato contro i carri dell'Asse fino al tardo 1941, quando venne ritirato dal servizio. Fu rimpiazzato dall'A15 Crusader.